# Sandholm (Blovstrød Sogn)
 Denne artikel omhandler Sandholm i Blovstrød Sogn. Opslagsordet har også en anden betydning, se Sandholm.
Sandholm er et gods. Gården ligger på Ellebækvej i Blovstrød Sogn og har også været anvendt som landsted.
Gården var i 1898 på 26 3/8 tønder hartkorn, 250 tønder land, deraf 37½ eng, 5½ skov og to huse.

## Historie
Gårdens egentlige historie begynder først i kong Frederik III's tid, da Christian Vendelboe i året 1653 opførte et våningshus her, hvor han modtog kongen som gæst. Vendelboe var 1657 kaptajn i sjællandske regiment landfolk, forrettede majors tjeneste i Helsingborg og i Stormnatten 10.-11. februar 1659 posteret på Slotsholmen. Han død i det første halvår af 1660 og efterlod enke, der i 1670 var gift med fiskemester over Frederiksborg og Kronborg Amter Hans Merkel. Sandholm gik over til Vendelboes bror Markus, kaptajn i sjællandske regiment, der kort efter blev ”sat ud” af Dronningen og af en krigsret dømt til at henrettes ved sværdet, men blev benådet mod aldrig at vise sig i kongens riger og lande. 
I 1661 fik ridefoged over Hørsholm Amt Lorenz Tuxen befaling til at overtage den til afdøde Major Vendelboe overladte gård Sandholm og betale bygninger og rugsæd efter vurdering. I 1680 skænkede Enkedronning Sofie Amalie som indehaverinde af Hørsholm Amt med kgl. konfirmation Sandholm til sin liv– og bøsseknægt Casper Eberhard Meyer til arv og eje for sig og sine livsarvninger fri for al landgilde , hoveri og alle afgifter, som tidligere årligt var blevet ydet til Hørsholm amt. 
I 1687, da Meyer efter enkedronningens død var blevet bestikket til vildtmester på Lolland, solgte han med tilladelse fra kongen, Sandholm til rådmand i København Jørgen Bøfke. 
Sandholm købtes 1696 af Søster Svane, biskop Hans Baggers enke, der havde den til 1698, senere bl.a. af ritmester Mathias Mohr og højesteretsadvokat Bertel Bjørnsen, der solgte den 1708 for 3.000 Rdlr. og 310 Rdlr. Kroner for inventar til kong Frederik IV. Gårdens tilliggende udgjorde da 20 Tdr. Htk. Og 4 Skp. skov.
I 1743 forpagtede kongen Sandholm på livstid til arkitekten og officeren Lauritz de Thurah og hustru Anna Rosenørn, der brugte stuehuset og have, mens resten var bortforpagtet. Samtlige bygninger vurderedes da til kun 636 Rdlr., alle opførte med klinede vægge og stråtag med undtagelse stuehuset, der var med tegltag, men i øvrigt også havde klinede vægge på nær 7 fag ud til haven, som havde murede tavl. Dog fandtes der en stadsstue ”Dronninngens stue”, der var betrukket med guldlæder og havde kamin, ligeså det tilstødende sovekammer. 
Thurah nedbrød stuehuset og opførte et hel ny grundmuret hovedbygning og forbedrede udhuset, som stod færdig i 1749, på dette tidspunkt blev alle gårdens bygninger vurderet til 4.401 Rdlr., Thurah omlagde haven og park og betegner selv stedet som ”anseligt, dejligt og lystigt”. Da Thurahs hustru død året efter, fik han ikke brug for sit nyindrettede sommerhjem, men han lejede det ud til Henrik Hielmstierne.
1761 blev gården ved auktion solgt til dronning Sophie Magdalenes hofpræst Johan Andreas Cramer, der var en ivrig landmand og den første, som indførte kartoffeldyrkning på egnen (se Friederike Brun, Wahrheit aus Morgenträumen osv., Aarau 1824, s. 23, 151, 152; og Rahbeks Erindringer, I. 65). Cramer solgte gården 1771, og siden den tid har den været ejet af mange, bl.a. af hofmanden Vilhelm Henrik Harbou, der havde den fra 1816 til 1823.

## Ekstern henvisning
- Drifts- og plejeplan 2008 - 2022 for Høvelte-Sandholm-Sjælsmark Øvelsesplads
- Historiske kort på nettet - Matrikelkort (Webside ikke længere tilgængelig)

|  | Denne artikel om en bygning eller et bygningsværk kan blive bedre, hvis der indsættes et (bedre) billede. Du kan hjælpe ved at afsøge Wikimedia Commons for et passende billede eller lægge et op på Wikimedia Commons med en af de tilladte licenser og indsætte det i artiklen. |

55°52′12″N 12°24′13.8″Ø / 55.87000°N 12.403833°Ø